# Koralowa wyspa
Koralowa wyspa (ang. Key Largo) – amerykański kryminał w reżyserii Johna Hustona z 1948 roku, należący do tzw. filmowej czarnej serii z lat 40. XX wieku.

## Obsada
- Humphrey Bogart – Frank McCloud
- Edward G. Robinson – Johnny Rocco/Howard Brown
- Lionel Barrymore – James Temple
- Lauren Bacall – Nora Temple
- Claire Trevor – Gaye Dawn
- Thomas Gomez – Richard 'Curly' Hoff
- Harry Lewis – Edward 'Toots' Bass
- John Rodney – Clyde Sawyer
- Dan Seymour – Angel Garcia
- William Haade – Ralph Feeney

## Opis fabuły
Frank McCloud, weteran drugiej wojny światowej przybywa na wyspę Key Largo na Florydzie. Chce się tam spotkać z ojcem i żoną poległego żołnierza, którego był dowódcą, by powiadomić ich o jego bohaterskiej śmierci. Ojciec zmarłego żołnierza prowadzi hotel, który jest zamknięty dla gości. Przyjął pewnych dziwnych mężczyzn i jedną kobietę, którzy wynajęli cały hotel na tydzień i czekają na kogoś. Okazuje się, że mężczyźni ci są gangsterami, a ich szefem jest sławny Johnny Rocco. Do mieszkańców hotelu dochodzi wiadomość o nadchodzącym huraganie. Kapitan, który miał zabrać gangsterów z wyspy rezygnuje. Kiedy huragan ustępuje zmuszają Franka by stanął za sterami łodzi i przewiózł ich bezpiecznie na Kubę. Podczas rejsu niespodziewanie dochodzi do strzelaniny.